# Argentinië op de Olympische Zomerspelen 2012
Argentinië nam deel aan de Olympische Zomerspelen 2012 in Londen, Verenigd Koninkrijk.

## Medailleoverzicht
| Sport     | Olympiër                          | Onderdeel     | Medaille |
| --------- | --------------------------------- | ------------- | -------- |
| Taekwondo | Sebastián Crismanich              | -80 kg (m)    | Goud     |
|           |                                   |               |          |
| Hockey    | National team                     | vrouwen       | Zilver   |
|           |                                   |               |          |
| Tennis    | Juan Martín del Potro             | enkelspel (m) | Brons    |
| Zeilen    | Lucas Calabrese Juan de la Fuente | 470 (m)       | Brons    |

## Deelnemers en resultaten
(m) = mannen, (v) = vrouwen 

### Atletiek
| Olympiër                     | Onderdeel              | Resultaat | Prestatie                                                             |
| ---------------------------- | ---------------------- | --------- | --------------------------------------------------------------------- |
| Javier Carriqueo             | 5000 m (m)             | 37e       | serie 2: 19e in 13.57,07                                              |
| Juan Manuel Cano             | 20 km snelwandelen (m) | 22e       | 1:22.10                                                               |
| Miguel Bárzola               | marathon (m)           | 35e       | 2:17.54                                                               |
| Germán Lauro                 | kogelstoten (m)        | 6e        | kwalificatie groep A: 3e met 20,75 m (NR) finale: 5e met 20,84 m (NR) |
| Germán Lauro                 | discuswerpen (m)       | 37e       | kwalificatie groep A: 18e met 57,54 m                                 |
| Braian Toledo                | speerwerpen (m)        | 30e       | kwalificatie groep B: 13e met 76,87 m                                 |
| Juan Ignacio Cerra           | kogelslingeren (m)     | 36e       | kwalificatie groep B: 18e met 68,20 m                                 |
|                              |                        |           |                                                                       |
| María de los Ángeles Peralta | marathon (v)           | 82e       | 2:40.50                                                               |
| Rocío Comba                  | discuswerpen (v)       | 26e       | kwalificatie groep A: 14e met 58,98 m                                 |
| Jennifer Dahlgren            | kogelslingeren (v)     | -         | kwalificatie groep B: geen geldige worp                               |

### Basketbal
| Olympiër | Onderdeel | Resultaat | Prestatie |
| --- | --------- | --------- | --- |
| Facundo Campazzo Carlos Delfino Manu Ginóbili Juan Pedro Gutiérrez Leonardo Gutiérrez Hernán Jasen Federico Kammerichs Martín Leiva Marcos Mata Andrés Nocioni Pablo Prigioni Luis Scola | mannen    | 4e        | groep A: 3e W van Litouwen: 102-79 V van Frankrijk: 64-71 W van Tunesië: 92-69 W van Nigeria: 93-79 V van Verenigde Staten: 97-126 kwartfinale: W van Brazilië: 82-77 halve finale: V van Verenigde Staten: 83-109 bronzen finale: V van Rusland: 77-81 |

| Groep A |                  |             |             |             |        |        |        |        |
| #       | Land             | Wedstrijden | Wedstrijden | Wedstrijden | Punten | Punten | Punten | Punten |
| #       | Land             | G           | W           | V           | V      | T      | Saldo  | Punten |
| 1       | Verenigde Staten | 5           | 5           | 0           | 589    | 398    | +191   | 10     |
| 2       | Frankrijk        | 5           | 4           | 1           | 376    | 378    | -2     | 9      |
| 3       | Argentinië       | 5           | 3           | 2           | 448    | 424    | +24    | 8      |
| 4       | Litouwen         | 5           | 2           | 3           | 395    | 399    | -4     | 7      |
| 5       | Nigeria          | 5           | 1           | 4           | 338    | 456    | -118   | 6      |
| 6       | Tunesië          | 5           | 0           | 5           | 320    | 411    | -91    | 5      |

| Ronde          | Datum  | Plaats     | Land   | Score            | Land |
| -------------- | ------ | ---------- | ------ | ---------------- | ---- |
| Groepsfase     |        |            |        |                  |      |
| 29 juli        | Londen | Argentinië | 102-79 | Litouwen         |      |
| 31 juli        | Londen | Frankrijk  | 71-64  | Argentinië       |      |
| 2 augustus     | Londen | Argentinië | 92-69  | Tunesië          |      |
| 4 augustus     | Londen | Nigeria    | 79-93  | Argentinië       |      |
| 6 augustus     | Londen | Argentinië | 97-126 | Verenigde Staten |      |
| Kwartfinale    |        |            |        |                  |      |
| 8 augustus     | Londen | Brazilië   | 77-82  | Argentinië       |      |
| Halve finale   |        |            |        |                  |      |
| 10 augustus    | Londen | Argentinië | 83-109 | Verenigde Staten |      |
| Bronzen finale |        |            |        |                  |      |
| 10 augustus    | Londen | Argentinië | 77-81  | Rusland          |      |

### Boksen
| Olympiër       | Onderdeel  | Resultaat | Prestatie                                                                 |
| -------------- | ---------- | --------- | ------------------------------------------------------------------------- |
| Alberto Melián | -56 kg (m) | 17e       | 1e ronde: V van RUS Vodopiyanov 5-12                                      |
| Yamil Peralta  | -91 kg (m) | 5e        | 1e ronde: W van ALG Bouloudinat: 13-5 kwartfinale: V van BUL Pulev: 10-13 |

### Gymnastiek
| Olympiër          | Onderdeel                | Resultaat | Prestatie                                                                                           |
| ----------------- | ------------------------ | --------- | --------------------------------------------------------------------------------------------------- |
| Federico Molinari | ringen (m)               | 8e        | kwalificatie: 7e met 15,433 punten finale: 8e met 14,733 punten                                     |
| Federico Molinari | vloer (m)                | 62e       | kwalificatie: 62e met 13,433 punten                                                                 |
|                   |                          |           | |
| Valeria Pereyra   | meerkamp individueel (v) | 51e       | kwalificatie: 49,798 punten 10,566 op balk 13,266 op brug ongelijk 13,366 op sprong 12,600 op vloer |

### Handbal
| Olympiër | Onderdeel | Resultaat | Prestatie |
| --- | --------- | --------- | --- |
| Mariano Canepa Gonzalo Carou Federico Fernández Fernando García Andrés Kogovsek Damian Migueles Federico Pizarro Pablo Portela Leonardo Facundo Guido Riccobelli Matías Schulz Sebastián Simonet Diego Simonet Juan Manuel Vazquez Federico Vieyra | mannen    | 10e       | groep A: 5e V van IJsland: 25-31 V van Frankrijk: 20-32 W van Groot-Brittannië: 32-21 V van Zweden: 13-29 V van Tunesië: 23-25 |

| Groep A |                  |             |             |             |             |            |            |            |        |
| #       | Land             | Wedstrijden | Wedstrijden | Wedstrijden | Wedstrijden | Doelpunten | Doelpunten | Doelpunten | Punten |
| #       | Land             | G           | W           | G           | V           | V          | T          | Saldo      | Punten |
| 1       | IJsland          | 5           | 5           | 0           | 0           | 167        | 132        | +35        | 10     |
| 2       | Frankrijk        | 5           | 4           | 1           | 0           | 159        | 110        | +49        | 8      |
| 3       | Zweden           | 5           | 3           | 0           | 2           | 156        | 115        | +41        | 6      |
| 4       | Tunesië          | 5           | 2           | 0           | 3           | 121        | 125        | -4         | 4      |
| 5       | Argentinië       | 5           | 1           | 0           | 4           | 113        | 138        | -25        | 2      |
| 6       | Groot-Brittannië | 5           | 0           | 0           | 5           | 96         | 182        | -86        | 0      |

| Ronde      | Datum  | Plaats           | Land  | Score      | Land |
| ---------- | ------ | ---------------- | ----- | ---------- | ---- |
| Groepsfase |        |                  |       |            |      |
| 29 juli    | Londen | IJsland          | 31-25 | Argentinië |      |
| 31 juli    | Londen | Argentinië       | 20-32 | Frankrijk  |      |
| 2 augustus | Londen | Groot-Brittannië | 21-32 | Argentinië |      |
| 4 augustus | Londen | Zweden           | 29-13 | Argentinië |      |
| 6 augustus | Londen | Argentinië       | 23-25 | Tunesië    |      |

### Hockey

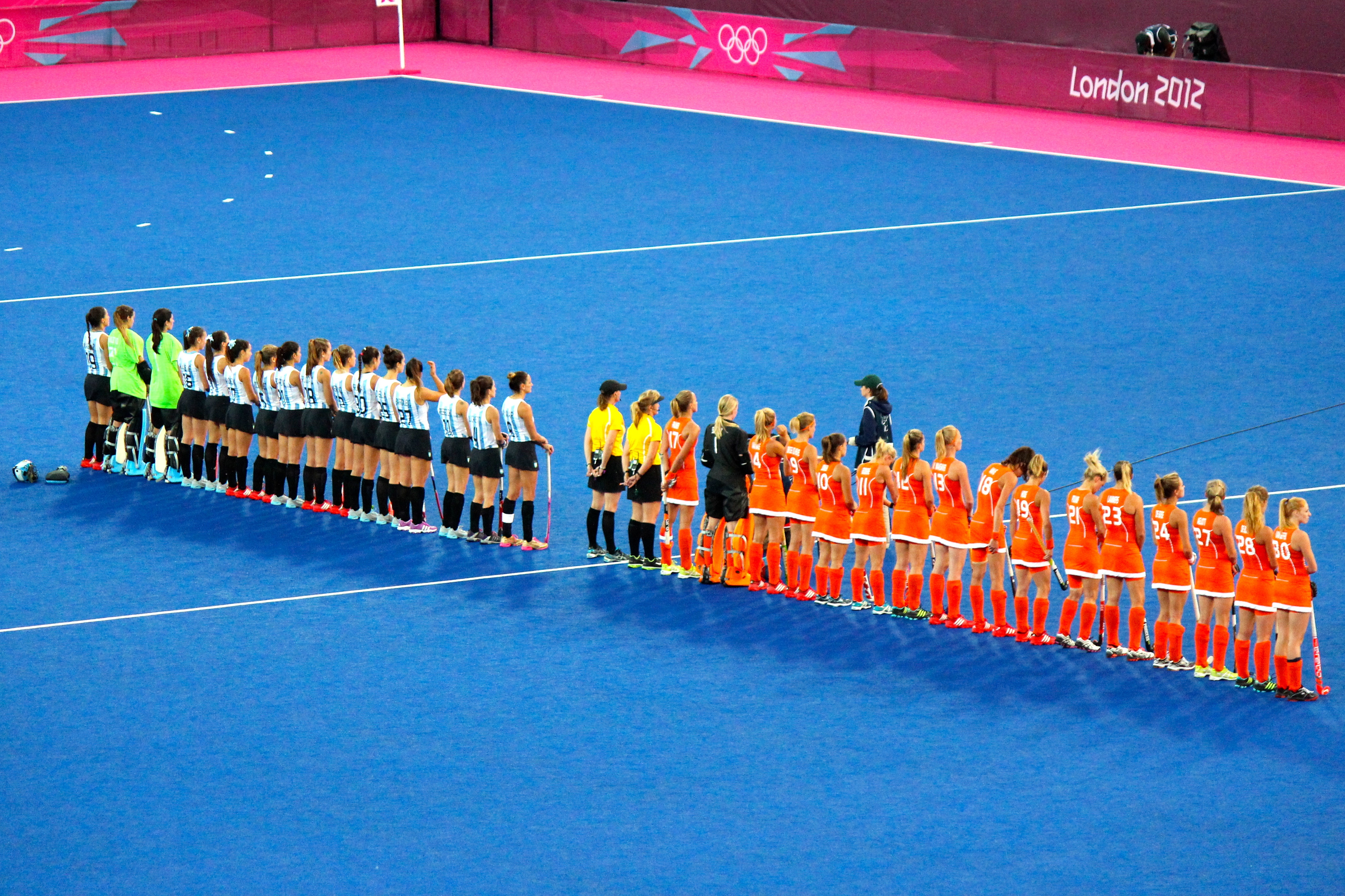
Het dameshockeyteam (in wit/blauw) vlak voor de wedstrijd tegen Nederland

#### Mannen
| Olympiër | Onderdeel | Resultaat | Prestatie |
| --- | --------- | --------- | --- |
| Nationaal team Ignacio Bergner Manuel Brunet Facundo Callioni Lucas Cammareri Juan Espinosa Matías González Pedro Ibarra Juan Martín López Agustín Mazzilli Santiago Montelli Matías Paredes Gonzalo Peillat Lucas Rey Lucas Rossi Lucas Vila Matías Vila Rodrigo Vila Juan Manuel Vivaldi | mannen    | 10e       | groepsfase: 5e V van Groot-Brittannië: 1-4 V van Pakistan: 1-2 G tegen Australië: 2-2 V van Spanje: 1-3 W van Zuid-Afrika: 6-3 9/10e plaats: V van Nieuw-Zeeland: 1-3 |

| Groep A |                  |             |             |             |             |            |            |            |        |
| #       | Land             | Wedstrijden | Wedstrijden | Wedstrijden | Wedstrijden | Doelpunten | Doelpunten | Doelpunten | Punten |
| #       | Land             | G           | W           | G           | V           | V          | T          | Saldo      | Punten |
| 1       | Australië        | 5           | 3           | 2           | 0           | 23         | 5          | +18        | 11     |
| 2       | Groot-Brittannië | 5           | 2           | 3           | 0           | 14         | 8          | +6         | 9      |
| 3       | Spanje           | 5           | 2           | 2           | 1           | 8          | 10         | -2         | 8      |
| 4       | Pakistan         | 5           | 2           | 1           | 2           | 9          | 16         | -7         | 7      |
| 5       | Argentinië       | 5           | 1           | 1           | 3           | 10         | 14         | -4         | 4      |
| 6       | Zuid-Afrika      | 5           | 0           | 1           | 4           | 11         | 22         | -11        | 1      |

| Ronde      | Datum  | Plaats           | Land | Score         | Land |
| ---------- | ------ | ---------------- | ---- | ------------- | ---- |
| Groepsfase |        |                  |      |               |      |
| 30 juli    | Londen | Groot-Brittannië | 4-1  | Argentinië    |      |
| 1 augustus | Londen | Pakistan         | 2-0  | Argentinië    |      |
| 3 augustus | Londen | Australië        | 2-2  | Argentinië    |      |
| 5 augustus | Londen | Argentinië       | 1-3  | Spanje        |      |
| 7 augustus | Londen | Argentinië       | 6-3  | Zuid-Afrika   |      |
| 9-10e plek |        |                  |      |               |      |
| 9 augustus | Londen | Argentinië       | 1-3  | Nieuw-Zeeland |      |

#### Vrouwen
| Olympiër | Onderdeel | Resultaat | Prestatie |
| --- | --------- | --------- | --- |
| Nationaal team Luciana Aymar Noel Barrionuevo Martina Cavallero Laura del Colle Silvina D'Elia Florencia Habif Rosario Luchetti Sofia Maccari Delfina Merino María Florencia Mutio Carla Rebecchi Macarena Rodríguez Rocío Sánchez Moccia Mariela Scarone Daniela Sruoga Josefina Sruoga | vrouwen   | Zilver    | groepsfase: 1e W van Zuid-Afrika: 7-1 V van Verenigde Staten: 0-1 W van Nieuw-Zeeland: 2-1 W van Duitsland: 3-1 G tegen Australië: 0-0 halve finale: W van Groot-Brittannië: 2-1 finale: V van Nederland: 0-2 |

| Groep B |                  |             |             |             |             |            |            |            |        |
| #       | Land             | Wedstrijden | Wedstrijden | Wedstrijden | Wedstrijden | Doelpunten | Doelpunten | Doelpunten | Punten |
| #       | Land             | G           | W           | G           | V           | V          | T          | Saldo      | Punten |
| 1       | Argentinië       | 5           | 3           | 1           | 1           | 12         | 4          | +8         | 10     |
| 2       | Nieuw-Zeeland    | 5           | 3           | 1           | 1           | 9          | 5          | +4         | 10     |
| 3       | Australië        | 5           | 3           | 1           | 1           | 5          | 2          | +3         | 10     |
| 4       | Duitsland        | 5           | 2           | 1           | 2           | 6          | 7          | -1         | 7      |
| 5       | Zuid-Afrika      | 5           | 1           | 0           | 4           | 9          | 14         | -5         | 3      |
| 6       | Verenigde Staten | 5           | 1           | 0           | 4           | 4          | 13         | -9         | 3      |

| Ronde        | Datum  | Plaats        | Land | Score            | Land |
| ------------ | ------ | ------------- | ---- | ---------------- | ---- |
| Groepsfase   |        |               |      |                  |      |
| 29 juli      | Londen | Argentinië    | 7-1  | Zuid-Afrika      |      |
| 31 juli      | Londen | Argentinië    | 0-1  | Verenigde Staten |      |
| 2 augustus   | Londen | Nieuw-Zeeland | 1-2  | Argentinië       |      |
| 4 augustus   | Londen | Duitsland     | 1-3  | Argentinië       |      |
| 6 augustus   | Londen | Argentinië    | 0-0  | Australië        |      |
| Halve finale |        |               |      |                  |      |
| 8 augustus   | Londen | Argentinië    | 2-1  | Groot-Brittannië |      |
| Finale       |        |               |      |                  |      |
| 10 augustus  | Londen | Nederland     | 2-0  | Argentinië       |      |

### Judo
| Olympiër         | Onderdeel   | Resultaat | Prestatie |
| ---------------- | ----------- | --------- | --- |
| Emmanuel Lucenti | -81 kg (m)  | 7e        | 1e ronde: vrij 2e ronde: W van MAD Ratsimiziva: waza-ari 3e ronde: W van FRA Schmitt: waza-ari kwartfinale: V van KOR Jae-Bum: yuko herkansingen: V van CAN Valois-Fortier: waza-ari |
| Héctor Campos    | -90 kg (m)  | 17e       | 1e ronde: V van CUB Gonzalez: ippon |
| Cristian Schmidt | -100 kg (m) | 17e       | 1e ronde: V van BLR Biadulin: ippon |
|                  |             |           | |
| Paula Pareto     | -48 kg (v)  | 5e        | 1e ronde: vrij 2e ronde: W van ITA Moretti: straf kwartfinale: V van JPN Fukumi: golden score herkansingen: W van MGL Munkhabat: yuko bronzen finale: V van BEL Van Snick: yuko      |

### Kanovaren
| Olympiër                   | Onderdeel      | Resultaat | Prestatie                                                                 |
| Slalom                     | Slalom         | Slalom    | Slalom                                                                    |
| -------------------------- | -------------- | --------- | ------------------------------------------------------------------------- |
| Sebastian Rossi            | C-1 slalom (m) | 16e       | 107,52                                                                    |
| Vlakwater                  |                |           |                                                                           |
| Miguel Correa Rubén Rézola | K-2 200m (m)   | 5e        | serie 2: 3e in 33,623 halve finale 1: 3e in 33,105 finale A: 5e in 35,271 |

### Paardensport
| Olympiër           | Onderdeel                  | Resultaat | Prestatie |
| ------------------ | -------------------------- | --------- | --- |
| José Maria Larocca | springconcours individueel | 38e       | kwalificatie: 20 strafpunten ronde 1: 42e met 4 strafpunten ronde 2: 20e met 4 strafpunten ronde 3: 35e met 12 strafpunten |
| Alejandro Madorno  | springconcours individueel | 64e       | kwalificatie: 9 strafpunten ronde 1: 64e met 9 strafpunten                                                                 |

### Roeien
| Olympiër                              | Onderdeel              | Resultaat | Prestatie |
| ------------------------------------- | ---------------------- | --------- | --- |
| Santiago Fernández                    | skiff (m)              | 10e       | serie 2: 2e in 6.46,03 kwartfinale 3: 2e in 7.01,57 halve finale 2: 4e in 7.29,68 finale B: 4e in 7.20,40                               |
| Mario Cejas Miguel Mayol              | lichte dubbel-twee (m) | 17e       | serie 2: 5e in 7.01,76 herkansingen: 5e in 6.48,21 halve finale C/D: 2e in 7.06,24 finale C: 5e in 6.53,17                              |
| Cristian Rosso Ariel Suárez           | dubbel-twee (m)        | 4e        | serie 3: 3e in 6.13,68 halve finale 1: 1e in 6.19,40 finale: 4e in 6.36,36                                                              |
|                                       |                        |           | |
| Lucía Palermo                         | skiff (v)              | 21e       | serie 1: 5e in 8.07,89 herkansingen: 2e in 7.52,49 kwartfinale 2: 5e in 8.06,47 halve finale C/D: 4e in 8.09,85 finale D: 3e in 8.40,38 |
| Milka Kraljev Clara Rohner            | lichte dubbel-twee (v) | 15e       | serie 1: 5e in 7.33,37 herkansingen: 5e in 7.40,72 finale C: 3e in 7.44,62                                                              |
| María Laura Abalo María Gabriela Best | dubbel-twee (v)        | 9e        | serie 1: 5e in 7.12,17 herkansingen: 6e in 7.20,94 finale B: 3e in 8.03,53                                                              |

### Schermen
| Olympiër                  | Onderdeel | Resultaat | Prestatie                           |
| ------------------------- | --------- | --------- | ----------------------------------- |
| Maria Belen Perez Maurice | sabel (v) | 17e       | 1e ronde: V van ITA Marzocca: 10-15 |

### Schietsport
| Olympiër      | Onderdeel              | Resultaat | Prestatie                        |
| ------------- | ---------------------- | --------- | -------------------------------- |
| Juan Angeloni | 50m geweer liggend (m) | 50e       | kwalificatie: 50e met 580 punten |
| Alex Suligoy  | 50m geweer liggend (m) | 20e       | kwalificatie: 20e met 593 punten |

### Synchroonzwemmen
| Olympiër                   | Onderdeel | Resultaat | Prestatie                                                                     |
| -------------------------- | --------- | --------- | ----------------------------------------------------------------------------- |
| Etel Sanchez Sofia Sanchez | duet      | 22e       | kwalificatie: 157.310 punten technische routine: 78.900 vrije routine: 78.410 |

### Taekwondo
| Olympiër             | Onderdeel | Resultaat | Prestatie |
| -------------------- | --------- | --------- | --- |
| Sebastian Crismanich | -80kg (m) | Goud      | 1e ronde: W van NZL Scott: 9-5 kwartfinale: W van AFG Ahmad Bahave: 9-1 halve finale: W van ARM Yeremyan: 2-1 finale: W van ESP Garcia Hemme: 1-0 |
|                      |           |           | |
| Carola López         | -49kg (v) | 9e        | 1e ronde: W van MAR Atabrour: 1-0 kwartfinale: V van CRO Zaninovic: 4-13                                                                          |

### Tafeltennis
| Olympiër | Onderdeel     | Resultaat | Prestatie                                                                    |
| -------- | ------------- | --------- | ---------------------------------------------------------------------------- |
| Liu Song | enkelspel (m) | 33e       | voorronde: vrij 1e ronde: W van SCG Saka: 4-0 2e ronde: V van SLO Tokic: 3-4 |

### Tennis
| Olympiër                           | Onderdeel          | Resultaat | Prestatie |
| ---------------------------------- | ------------------ | --------- | --- |
| Carlos Berlocq                     | enkelspel (m)      | 33e       | 1e ronde: V van RUS Bogomolov Jr. 5-7, 6-7(5) |
| Juan Mónaco                        | enkelspel (m)      | 17e       | 1e ronde: W van BEL Goffin: 6-4, 6-1 2e ronde: ESP López: 4-6, 4-6 |
| David Nalbandian                   | enkelspel (m)      | 33e       | 1e ronde: V van SRB Tipsarević: 3-6, 4-6 |
| Juan Martín del Potro              | enkelspel (m)      | Brons     | 1e ronde: W van CRO Dodig: 6-3, 6-4 2e ronde: W van ITA Seppi: 6-3, 7-6(2) 3e ronde: W van FRA Simon: 6-1, 4-6, 6-3 kwartfinale: W van JPN Nishikori: 6-4, 7-6(4) halve finale: V van SUI Federer: 6-3, 6-7(5), 17-19 bronzen finale: W SRB Đoković: 7-5, 6-4 |
| David Nalbandian Eduardo Schwank   | dubbelspel (m)     | 17e       | 1e ronde: V van FRA Llodra / Tsonga: 3-6, 5-7 |
|                                    |                    |           | |
| Gisela Dulko Paola Suárez          | dubbelspel (v)     | 17e       | 1e ronde: V van CHN Li Na / Zhang Shuai: 4-6, 2-6 |
|                                    |                    |           | |
| Gisela Dulko Juan Martín del Potro | gemengd dubbelspel | 5e        | 1e ronde: RUS Vesnina / Joezjny: 7-5, 6-3 kwartfinale: V van USA Raymond / Bryan: 2-6, 5-7 |

### Triatlon
| Olympiër          | Onderdeel | Resultaat | Prestatie |
| ----------------- | --------- | --------- | --------- |
| Gonzalo Tellechea | mannen    | 38e       | 1:51.07   |

### Volleybal
| Olympiër | Onderdeel | Resultaat | Prestatie |
| Beach | Beach     | Beach     | Beach |
| --- | --------- | --------- | --- |
| Ana Gallay Virginia Zonta | beach (v) | 19e       | groepsfase: 4e V van USA Kessy / Ross: 0-2 (11-21, 18-21) V van ESP Baquerizo / Fernández: 0-2 (20-22, 16-21) V van NED van Iersel / Keizer: 0-2 (12-21, 16-21) |
| Zaal |           |           | |
| Gabriel Arroyo Nicolas Bruno Iván Castellani Facundo Conte Pablo Crer Luciano De Cecco Alexis González Federico Pereyra Cristian Poglajen Rodrigo Quiroga Sebastian Solé Nicolás Uriarte | mannen    | 5e        | groep A: 3e W van Australië: 3-0 (25-21, 25-22, 25-20) V van Italië: 1-3 (17-25, 25-21, 17-25, 23-25) V van Polen: 0-3 (18-25, 20-25, 16-25) W van Bulgarije: 3-1 (25-18, 21-25, 25-19, 25-20) W van Groot-Brittannië: 3-0 (25-18, 25-18, 25-15) kwartfinale: V van Brazilië: 0-3 (19-25, 17-25, 20-25) |

| Groep A |                  |             |             |             |      |      |       |           |           |           |        |
| #       | Land             | Wedstrijden | Wedstrijden | Wedstrijden | Sets | Sets | Sets  | Setpunten | Setpunten | Setpunten | Punten |
| #       | Land             | G           | W           | V           | V    | T    | Saldo | V         | T         | Saldo     | Punten |
| 1       | Bulgarije        | 5           | 4           | 1           | 13   | 4    | +9    | 407       | 390       | +17       | 12     |
| 2       | Polen            | 5           | 3           | 2           | 11   | 7    | +6    | 433       | 374       | +59       | 9      |
| 3       | Argentinië       | 5           | 3           | 2           | 10   | 7    | +3    | 382       | 367       | +15       | 9      |
| 4       | Italië           | 5           | 3           | 2           | 10   | 9    | +1    | 426       | 413       | +13       | 8      |
| 5       | Australië        | 5           | 2           | 3           | 8    | 10   | -2    | 395       | 397       | -2        | 7      |
| 6       | Groot-Brittannië | 5           | 0           | 5           | 0    | 15   | -15   | 274       | 376       | -102      | 0      |

| Ronde       | Datum  | Plaats           | Land | Score      | Land |
| ----------- | ------ | ---------------- | ---- | ---------- | ---- |
| Groepsfase  |        |                  |      |            |      |
| 29 juli     | Londen | Australië        | 0-3  | Argentinië |      |
| 31 juli     | Londen | Italië           | 3-1  | Argentinië |      |
| 2 augustus  | Londen | Polen            | 3-0  | Argentinië |      |
| 4 augustus  | Londen | Argentinië       | 3-1  | Bulgarije  |      |
| 6 augustus  | Londen | Groot-Brittannië | 0-3  | Argentinië |      |
| Kwartfinale |        |                  |      |            |      |
| 8 augustus  | Londen | Argentinië       | 0-3  | Brazilië   |      |

### Wielersport
| Olympiër            | Onderdeel        | Resultaat | Prestatie |
| Baan                | Baan             | Baan      | Baan |
| ------------------- | ---------------- | --------- | --- |
| Walter Pérez        | omnium (m)       | 14e       | totaal: 72 punten vliegende ronde: 17e in 14,036 puntenkoers: 7e met 26 punten eliminatierace: 4e achtervolging: 15e in 4.33,532 scratch: 12e tijdrit: 17e in 1.07,523 |
| BMX                 |                  |           | |
| Ernesto Pizarro     | mannen           | 23e       | plaatsingsronde: 26e in 39,765 kwartfinale 3: 6e met 26 punten |
| Mountainbike        |                  |           | |
| Catriel Soto        | mountainbike (m) | 26e       | 1:35.13 |
| Weg                 |                  |           | |
| Maximiliano Richeze | wegwedstrijd (m) | 110e      | 6:04.27 |

### Worstelen
| Olympiër          | Onderdeel             | Resultaat | Prestatie                              |
| ----------------- | --------------------- | --------- | -------------------------------------- |
| Patricia Bermúdez | -48kg vrije stijl (v) | 17e       | kwalificatie: V van POL Matkowska: 0-3 |

### Zeilen
| Olympiër                               | Onderdeel        | Resultaat | Prestatie                                         |
| -------------------------------------- | ---------------- | --------- | ------------------------------------------------- |
| Mariano Reutemann                      | RS:X (m)         | 11e       | 112 punten (16-15-15-13-12-9-5-20-14-7)           |
| Julio Alsogaray                        | laser (m)        | 11e       | 116 punten (20-7-5-11-12-23-1-50-26-7)            |
| Lucas Calabrese Juan de la Fuente      | 470 (m)          | Brons     | 63 punten (5-24-3-9-17-8-2-2-5-6-medaillerace: 6) |
|                                        |                  |           |                                                   |
| Jazmín López Becker                    | RS:X (v)         | 23e       | 190 punten (20-19-20-24-21-19-25-17-25-25)        |
| Cecilia Carranza                       | laser radial (v) | 21e       | 185 punten (9-28-13-28-10-30-12-35- 20-35)        |
| Consuelo Monsegur María Fernanda Sesto | 470 (v)          | 13e       | 98 punten (16-19-19-3-5-12-14-12-15-3)            |

### Zwemmen
| Olympiër            | Onderdeel             | Resultaat | Prestatie                   |
| ------------------- | --------------------- | --------- | --------------------------- |
| Federico Grabich    | 50 m vrije slag (m)   | 35e       | serie 5: 8e in 23,30        |
| Juan Martin Pereyra | 400 m vrije slag (m)  | 23e       | serie 2: 8e in 3.56,76      |
| Juan Martin Pereyra | 1500 m vrije slag (m) | 29e       | serie 3: 8e in 15.36,72     |
| Federico Grabich    | 100 m rugslag (m)     | 41e       | serie 2: 8e in 56,56        |
|                     |                       |           |                             |
| Cecilia Biagioli    | 800 m vrije slag (v)  | 16e       | serie 5: 6e in 8.33,97 (NR) |
| Georgina Bardach    | 400 m wisselslag (v)  | 34e       | serie 2: 8e in 4.57,31      |
| Cecilia Biagioli    | 10km open water (v)   | 17e       | 2:01.02,2                   |

Afghanistan · Albanië · Algerije · Amerikaanse Maagdeneilanden · Amerikaans-Samoa · Andorra · Angola · Antigua en Barbuda · Argentinië · Armenië · Aruba · Australië · Azerbeidzjan · Bahama's · Bahrein · Bangladesh · Barbados · België · Belize · Benin · Bermuda · Bhutan · Bolivia · Bosnië en Herzegovina · Botswana · Brazilië · Britse Maagdeneilanden · Brunei · Bulgarije · Burkina Faso · Burundi · Cambodja · Canada · Centraal-Afrikaanse Republiek · Chili · China · Chinees Taipei · Colombia · Comoren · Congo-Brazzaville · Congo-Kinshasa · Cookeilanden · Costa Rica · Cuba · Cyprus · Denemarken · Djibouti · Dominica · Dominicaanse Republiek · Duitsland · Ecuador · Egypte · El Salvador · Equatoriaal-Guinea · Eritrea · Estland · Ethiopië · Fiji · Filipijnen · Finland · Frankrijk · Gabon · Gambia · Georgië · Ghana · Grenada · Griekenland · Groot-Brittannië · Guam · Guatemala · Guinee · Guinee‑Bissau · Guyana · Haïti · Honduras · Hongarije · Hongkong · Ierland · IJsland · India · Indonesië · Irak · Iran · Israël · Italië · Ivoorkust · Jamaica · Japan · Jemen · Jordanië · Kaaimaneilanden · Kaapverdië · Kameroen · Kazachstan · Kenia · Kirgizië · Kiribati · Koeweit · Kroatië · Laos · Lesotho · Letland · Libanon · Liberia · Libië · Liechtenstein · Litouwen · Luxemburg · Macedonië · Madagaskar · Malawi · Maldiven · Maleisië · Mali · Malta · Marshalleilanden · Marokko · Mauritanië · Mauritius · Mexico · Micronesië · Moldavië · Monaco · Mongolië · Montenegro · Mozambique · Myanmar · Namibië · Nauru · Nederland · Nepal · Nicaragua · Nieuw-Zeeland · Niger · Nigeria · Noord-Korea · Noorwegen · Oeganda · Oekraïne · Oezbekistan · Oman · Oostenrijk · Oost-Timor · Pakistan · Palau · Palestina · Panama · Papoea-Nieuw-Guinea · Paraguay · Peru · Polen · Portugal · Puerto Rico · Qatar · Roemenië · Rusland · Rwanda · Saint Kitts en Nevis · Saint Lucia · Saint Vincent en Grenadines · Salomonseilanden · Samoa · San Marino · Sao Tomé en Principe · Saoedi-Arabië · Senegal · Servië · Seychellen · Sierra Leone · Singapore · Slovenië · Slowakije · Soedan · Somalië · Spanje · Sri Lanka · Suriname · Swaziland · Syrië · Tadzjikistan · Tanzania · Thailand · Togo · Tonga · Trinidad en Tobago · Tsjaad · Tsjechië · Tunesië · Turkije · Turkmenistan · Tuvalu · Uruguay · Vanuatu · Venezuela · Verenigde Arabische Emiraten · Verenigde Staten · Vietnam · Wit-Rusland · Zambia · Zimbabwe · Zuid-Afrika · Zuid-Korea · Zweden · Zwitserland · Onafhankelijke atleten